# Hyla annectans
Espèce
Synonymes
- Polypedates annectans Jerdon, 1870
- Hyla annectans gongshanensis Yang, Su & Li, 1983
- Hyla gongshanensis Yang, Su & Li, 1983
- Hyla annectans wulingensis Shen, 1997
- Hyla annectans jingdongensis Fei & Ye in Ye, Fei, Li & Li, 2000
- Hyla annectans tengchongensis Ye, Fei & Li in Ye, Fei, Li & Li, 2000
- Hyla annectans chuanxiensis Ye & Fei in Ye, Fei, Li & Li, 2000

Statut de conservation UICN

 LC  : Préoccupation mineure
Hyla annectans est une espèce d'amphibiens de la famille des Hylidae.

## Répartition
Cette espèce se rencontre :
- dans le sud-ouest de la Chine dans les provinces du Yunnan, du Guizhou et du Sichuan ;
- dans le nord-est de l'Inde ;
- dans le nord de la Birmanie ;
- dans le nord-ouest de la Thaïlande ;
- dans le nord du Viêt Nam.

## Publications originales
- Jerdon, 1870 : Notes on Indian Herpetology. Proceedings of the Asiatic Society of Bengal, vol. 1870, p. 66-85 (texte intégral).
- Shen, 1997 : A new subspecies of Hyla annectans from Hunan, China (Anaura [Anura]: Hylidae). Zoological Research, vol. 18, no 2, p. 177-182.
- Yang, Su & Li, 1983 : A study on amphibians and reptiles from the Hengduanshan Mountains of Yunnan. Acta Herpetologica Sinica, Chengdu, new ser., vol. 2, no 3, p. 37-49
- Ye, Fei, Li & Li, 2000 : On infraspecific categories of Hyla annectans of western China (Amphibia:Hylidae). Cultum herpetologica sinica, vol. 8, p. 88-93.